# Diócesis de Urdaneta
La diócesis de Urdaneta (en latín: Dioecesis Urdanetensis, en inglés: Roman Catholic Diocese of Urdaneta y en pangasinán: Diocesis ti Urdaneta) es una circunscripción eclesiástica de la Iglesia católica en Filipinas. Se trata de una diócesis latina, sufragánea de la arquidiócesis de Lingayén-Dagupan. Desde el 21 de septiembre de 2005 su obispo es Jacinto Agcaoili Jose.

## Territorio y organización
La diócesis tiene 1616 km² y extiende su jurisdicción sobre los fieles católicos de rito latino residentes en la región de Ilocos en 17 municipios de la parte oriental de la provincia de Pangasinán en la isla de Luzón.
La sede de la diócesis se encuentra en la ciudad de Urdaneta, en donde se halla la Catedral de la Inmaculada Concepción.
En 2021 en la diócesis existían 27 parroquias:
- Santo Niño en Binalonán, data de 1841.
- San Judas Tadeo en Pozorrubio, data de 1880.
- Nuestra Señora del Monte Carmelo en Sisón, data de 1898.
- San Bartolomé en San Manuel, data de 1687.
- Nuestra Señora Reina del Universo, Nuestra Señora de Lourdes y Divina Misericordia, todas en la ciudad de Urdaneta, la última es la sede del Vicariato del Sagrado Corazón.
- San Rafael en el barrio de Linmansangán de Binalonán.
- San Antonio Abad en Villasis, data de 1763.
- Santa Cruz en Alcalá, data de 1881.
- Santo Tomás de Aquino en Santo Tomás, data de 1973.
- San Antonio de Padua en Rosales, data de 1853.
- Nuestra Señora de Monte Carmelo en el barrio de Carmen de Rosales.
- San José en Balungao
- San Isidro Labrador en el barrio de San León de Umingán.
- Inmaculada Concepción en Umingán, sede del Vicariato de San José, data de 1867.
- San Vicente Ferrer en el barrio de Bantog de Asingán.
- San Luis Bertrand en Asingán.
- Nuestra Señora del Pilar en Santa María, data de 1883.
- San Patricio en Tayug, data de 1785.
- San Nicolás de Tolentino en San Nicolás, data de 1876.
- San Pascual Bailón en San Quintín, data de 1876.
- La Natividad de Nuestra Señora en Natividad, data de 1942.
- Señora de la Medalla Milagrosa en el barrio de Panganibán de Tayug.

## Historia
La diócesis fue erigida el 12 de enero de 1985 con la bula Non raro catholicorum del papa Juan Pablo II, obteniendo el territorio de la arquidiócesis de Lingayén-Dagupan.
El 25 de octubre de 2019 la Congregación para el Culto Divino y la Disciplina de los Sacramentos permitió a los sacerdotes residentes en la diócesis celebrar hasta cuatro misas los domingos y fiestas de precepto y hasta tres misas los demás días.

## Estadísticas
Según el Anuario Pontificio (Variaciones) 2021 la diócesis tenía a fines de 2021 un total de 686 341 fieles bautizados.
| Año                                                                             | Población            | Población | Población      | Sacerdotes | Sacerdotes    | Sacerdotes    | Bautizados por sacerdote | Diáconos permanentes | Religiosos | Religiosos | Parroquias |
| Año                                                                             | Bautizados católicos | Total     | % de católicos | Total      | Clero secular | Clero regular | Bautizados por sacerdote | Diáconos permanentes | Varones    | Mujeres    | Parroquias |
| ------------------------------------------------------------------------------- | -------------------- | --------- | -------------- | ---------- | ------------- | ------------- | ------------------------ | -------------------- | ---------- | ---------- | ---------- |
| 1990                                                                            | 477 000              | 588 000   | 81.1           | 32         | 28            | 4             | 14 906                   |                      | 34         | 29         | 21         |
| 1999                                                                            | 531 970              | 625 855   | 85.0           | 45         | 37            | 8             | 11 821                   |                      | 18         | 31         | 22         |
| 2000                                                                            | 531 970              | 625 855   | 85.0           | 43         | 36            | 7             | 12 371                   |                      | 28         | 31         | 24         |
| 2001                                                                            | 531 970              | 625 855   | 85.0           | 43         | 37            | 6             | 12 371                   |                      | 26         | 34         | 24         |
| 2002                                                                            | 531 970              | 625 855   | 85.0           | 41         | 36            | 5             | 12 974                   |                      | 24         | 35         | 24         |
| 2003                                                                            | 531 970              | 625 855   | 85.0           | 42         | 37            | 5             | 12 665                   |                      | 14         | 37         | 24         |
| 2004                                                                            | 531 970              | 625 855   | 85.0           | 41         | 36            | 5             | 12 974                   |                      | 6          | 36         | 24         |
| 2010                                                                            | 594 670              | 703 000   | 84.6           | 45         | 40            | 5             | 13 214                   |                      | 29         | 52         | 25         |
| 2014                                                                            | 713 000              | 789 835   | 90.3           | 47         | 39            | 8             | 15 170                   |                      | 41         | 59         | 26         |
| 2017                                                                            | 747 560              | 818 783   | 91.3           | 46         | 39            | 7             | 16 251                   |                      | 29         | 68         | 27         |
| 2020                                                                            | 682 294              | 846 576   | 80.6           | 44         | 39            | 5             | 15 506                   |                      | 29         | 57         | 27         |
| 2021                                                                            | 686 341              | 850 623   | 80.6           | 43         | 39            | 4             | 15 961                   |                      | 26         | 59         | 27         |
| Fuente: Catholic-Hierarchy, que a su vez toma los datos del Anuario Pontificio. |                      |           |                |            |               |               |                          |                      |            |            |            |

## Episcopologio
- Pedro de Guzman Magugat, M.S.C. † (22 de abril de 1985-5 de mayo de 1990 falleció)
- Jesus Castro Galang † (7 de diciembre de 1991-16 de septiembre de 2004 falleció)
- Jacinto Agcaoili Jose, desde el 21 de septiembre de 2005